# Tom Naumann
Tom Naumann (nascido em 20 de outubro de 1965 em Esslingen, perto de Stuttgart) é um guitarrista de rock alemão, compositor e músico ao vivo. Ele também é professor de guitarra desde 2006. Naumann toca guitarra solo, compõe e faz apresentações ao vivo para as bandas Sinner e Primal Fear desde 1988 e 1997, respectivamente. Desde 2016, ele também é membro da turnê "Rock Meets Classic". Em 2022, Naumann fundou a banda crossover pan-europeia How We End. 

## Biografia
Sinner

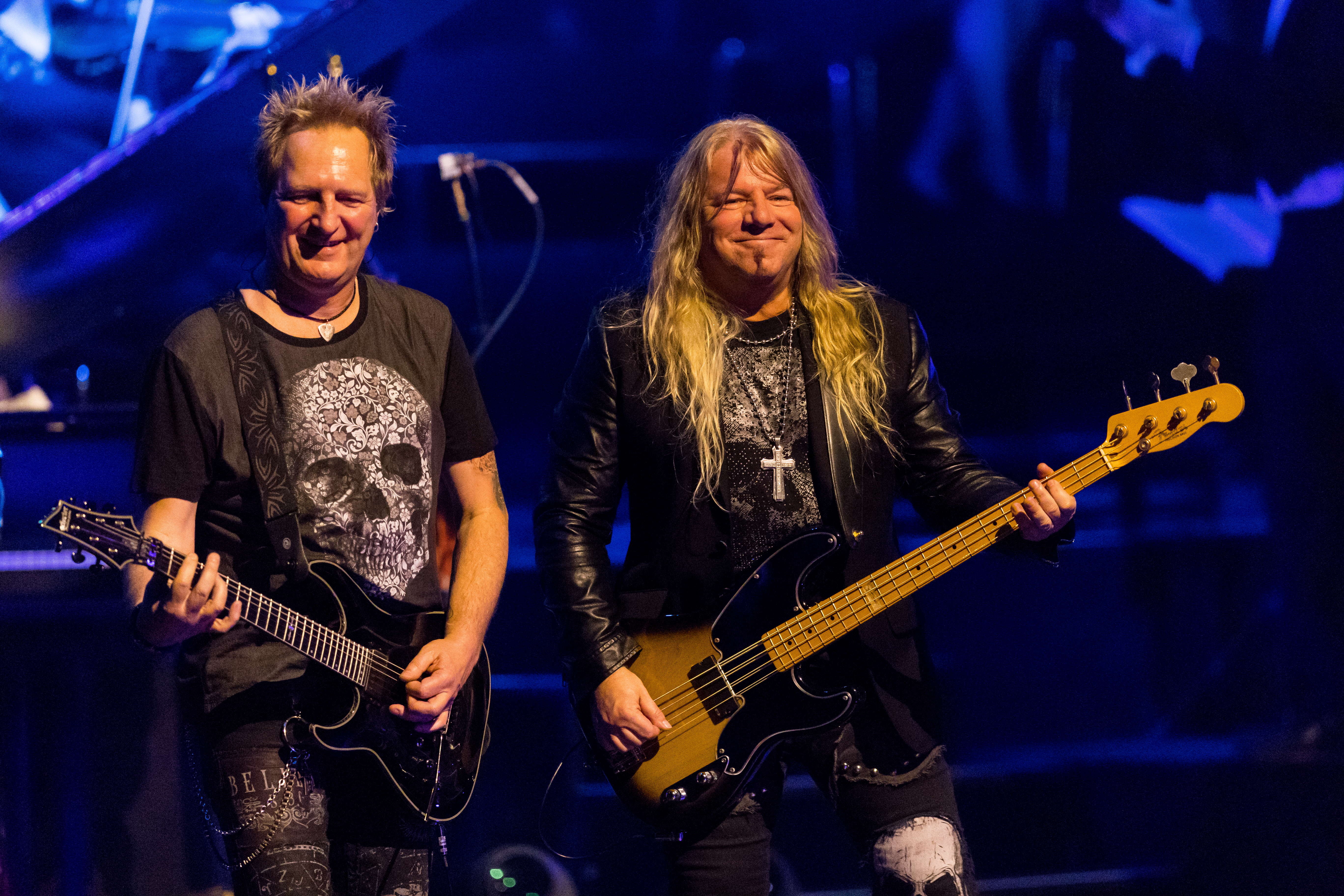
Naumann com Mat Sinner 2018

Naumann começou a tocar guitarra em 1981, depois de assistir a um show ao vivo da banda de rock britânica Judas Priest. Em 1984, junto com amigos, ele formou a banda escolar Freeze Frame. Em 1986, a segunda gravação de estúdio da banda foi produzida por Mat Sinner. O Freeze Frame abriu vários shows do Sinner no sul da Alemanha. A balada Everybody, composta por Naumann, foi lançada no álbum Dangerous Charm, de 1987, do Sinner. No final de 1987, Naumann tornou-se o guitarrista principal do Sinner e fez seu primeiro show com a banda em Copenhague, na turnê de várias semanas "Dangerous Charm", em janeiro de 1988. Posteriormente, ele gravou onze álbuns de estúdio e uma gravação ao vivo com o Sinner, sendo o último Brotherhood, que alcançou a 12ª posição na parada oficial de álbuns da Alemanha entre todas as suas gravações.
Primal Fear

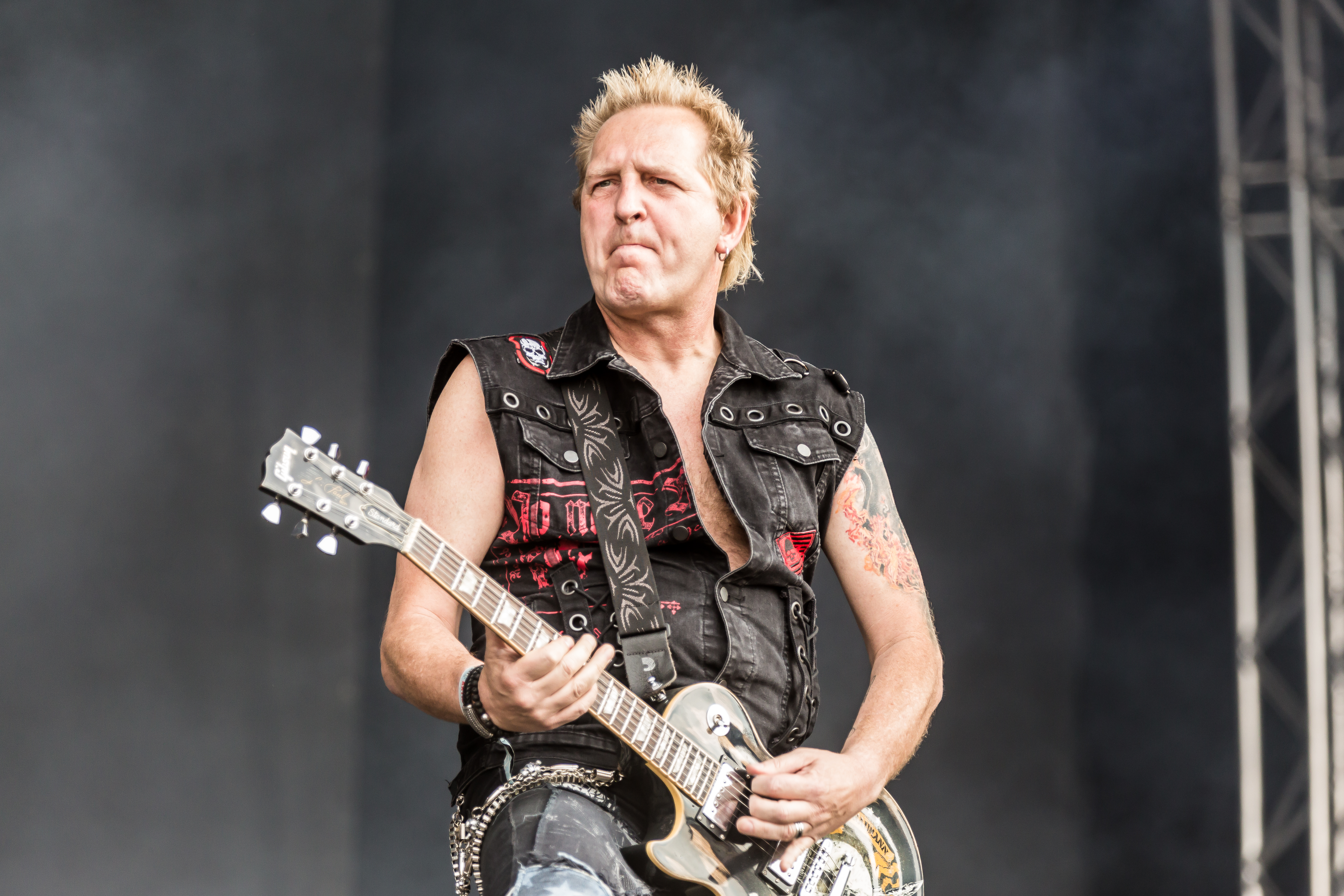
Tom Naumann com Primal Fear no Rockharz Festival (2018)

Em 1997, Tom Naumann e Mat Sinner se apresentaram para participaram de um show de tributo ao vivo do amigo Ralf Scheepers, vocalista do Gamma Ray, que, na época, estava se preparando para possivelmente substituir e ser o sucessor de Rob Halford no Judas Priest.
Como resultado das músicas recém-escritas, os três músicos fundaram a banda de power metal Primal Fear. O álbum de estreia homônimo surpreendeu positivamente o cenário do metal e entrou na parada de álbuns alemã em 48º lugar.  
Desde então, Naumann deixou a banda (1999/2007) e voltou a integrá-la (2003/2013) duas vezes. O último álbum do Primal Fear foi seu oitavo gravação com a banda e, além das posições nas paradas internacionais, ofereceu a entrada mais alta nas paradas de álbuns alemãs de todos os lançamentos anteriores, lançamentos anteriores, ficando na sexta posição. Esta foi a décima quinta vez que a banca ficou no top 10 na Alemanha.

Outras atividades importantes

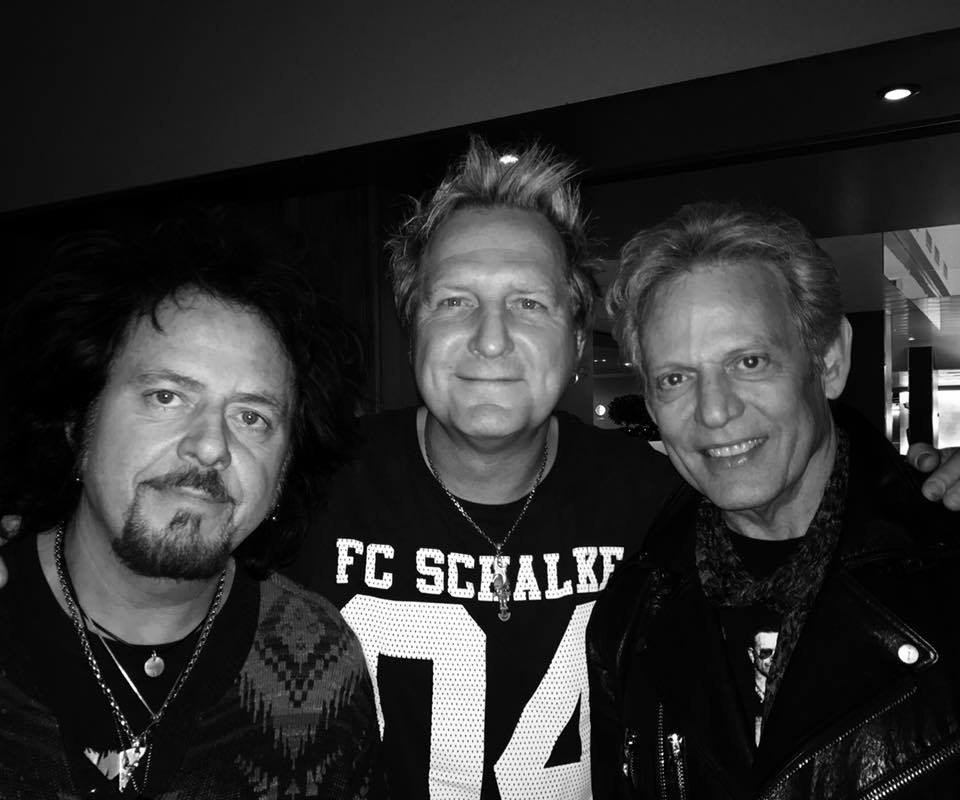
Com Steve Lukather (Toto) e Don Felder (Eagles) no “Rock Meets Classic” 2017

Desde 2016, Naumann também é membro e integrante permanente da Mat Sinner Band na ‘Rock Meets Classic´ tour, uma série de concertos anuais na Alemanha, Suíça e Áustria em que estrelas do rock como Ian Gillan (Deep Purple), Steve Lukather (Toto) ou Alice Cooper, apoiados por uma orquestra sinfônica, apresentam sucessos de sua história do rock. Ele fez 60 shows até o ano de 2020. O evento teve continuidade em 2023 com dez shows adicionais com Joey Tempest (Europe) e Dee Snider (Twisted Sister), entre outros. 
Em 2022, Naumann fundou a banda crossover pan-europeia 'How We End', que inclui seis músicos da Suécia, Alemanha, Espanha e Suíca , misturando influências de metal e electro. A banda fez seu primeiro show ao vivo em 6 de julho de 2023, no Rockharz Festival, na Alemanha.

## Discografia
| - Back to the Bullet (álbum solo Mat Sinner; 1990) - No More Alibis (1992) - Respect (1993) - Bottom Line (1995) - In the Line of Fire (Live in Europe) (1996) - Judgement Day (1997) - The Nature of Evil (1998) - There Will Be Execution (2003) - Mask of Sanity (2007) - Touch of Sin 2 (2013) - Tequila Suicide (2017) - Santa Muerte (2019) - Brotherhood (2022) | - Primal Fear (1998) - Jaws of Death (1999) - Devil’s Ground (2004) - Seven Seals (2005) - Rulebreaker (2016) - Apocalypse (2018) - Metal Commando (2020) - Code Red (2023) | - Godiva (Godiva, 2003) - Eyes of Eternity (Bob Rock, 2003) - Torture Pit (Debauchery, 2005) - Back in Blood (Debauchery, 2007) - Continue to Kill (Debauchery, 2008) - Rockers & War (Debauchery, 2009) - Germany’s Next Death Metal (Debauchery, 2011) - Kings of Carnage (Debauchery, 2013) - Lucifer (Soloalbum Mark Fox, 2013) |